# BMI Group
De BMI Group (Braas Monier Icopal) is een Luxemburgse multinationale onderneming. Het bedrijf produceert en verhandelt bouwmaterialen voor daken en heeft haar hoofdzetel in Luxemburg, hoofdkantoor in Londen en administratieve afdelingen in Duitsland en Zwitserland.

## Geschiedenis
Het bedrijf vindt zijn oorsprong in de Redhill Tile Company, een Brits bedrijf in bouwmaterialen dat in 1919 werd opgericht. In 1946 wordt de naam veranderd in Redland en in 1949 wordt in Zuid-Afrika een nieuwe afdeling opgezet, Vereeniging Tiles Ltd (sinds 1976 Coverland Roof Tiles). In 1954 neemt Redland een aandeel in de een jaar eerder opgerichte Duitse dakpannenfabrikant Braas en in 1959 koopt het de Britse steenfabriek Bursledon Brickworks uit 1897. In 1966 wordt in Oostenrijk dakpannenfabriek Bramac opgericht, voor de helft eigendom van Braas en voor de helft van Maculan, die zijn aandeel in 1969 verkoopt aan Wienerberger AG. In 1969 wordt de Australische bouwmaterialenfabrikant Monier aangekocht. In 1990 koopt Braas de Oostenrijkse schoorsteenbouwer Schiedel en datzelfde jaar vormt Redland een joint venture met de Franse bouwgigant Lafarge. In 1992 koopt Redland de Britse dakpannenfabrikant Steetley plc en vier jaar later verkoopt het bedrijf zijn baksteenactiviteiten aan Ibstock plc. Datzelfde jaar vormen Redland en Braas, waarin Redland een meerderheidsaandeel heeft, de Redland Braas Building Group. In 1997 wordt het bedrijf aangekocht door Lafarge, waarna het Lafarge Roofing gaat heten. In 2000 koopt Lafarge de resterende aandelen van Braas. In 2004 worden de schoorsteenbouwers Rite-Vent (VK) en Bemal (België) aangekocht. In 2007 wordt Lafarge Roofing verkocht aan private equity-investeringsmaatschappij PAI partners en in 2008 wordt Monier de nieuwe naam van het bedrijf. In 2010 wordt Monier overgenomen door de Amerikaanse investeringsmaatschappijen Apollo Global Management, TowerBrook Capital Partners en York Capital Management. In 2011 wordt het aandeel van Wienerberger in Bramac overgenomen en in 2013 wordt de nieuwe naam Braas Monier Building Group. In 2015 wordt Cobert overgenomen, de marktleider in dakpannen in Spanje en Portugal. In 2017 koopt het Amerikaanse Standard Industries het bedrijf, dat vanaf dan BMI Group heet.

## Merken
In België en Nederland voert de BMI Group twee merken: Monier en Icopal. Monier levert keramische en betonnen dakpannen, dakbedekkingsaccessoires en zonne-energiesystemen voor hellende daken. Icopal levert bitumen en kunststof dakbedekkingen voor platte daken. In andere landen worden de volgende merken gevoerd:
- Braas: Duitsland, Zwitserland, Polen, Rusland, Turkije.
- Bramac: Oostenrijk, Hongarije, Tsjechië, Slowakije, Roemenië, Bulgarije, Servië, Slovenië, Kroatië, Bosnië en Herzegovina.
- Cobert: Spanje, Portugal
- Coverland: Zuid-Afrika.
- Monier: Frankrijk, Italië, Noorwegen, Zweden, Denemarken, Estland, Letland, Litouwen, China, Maleisië, India, Indonesië.
- Ormax: Finland
- Redland: Verenigd Koninkrijk, Ierland.
- Wierer: Italië